# Barisan Nasional
Pour les articles homonymes, voir Front national.
Barisan Nasional (Front national) ou BN est la principale coalition politique de droite en Malaisie, créée en 1973 et successeur de l’Alliance. Le siège du parti se trouve à Kuala Lumpur. Sous son ancienne et sa nouvelle forme, la coalition est au pouvoir de l'indépendance du pays, en 1957, jusqu'aux élections de 2018.

## Organisation
Le front est formé d'une coalition de partis dont les principaux sont : l'United Malays National Organisation (UMNO), la Malaysian Chinese Association (MCA) et le Malaysian Indian Congress (MIC).

## Résultats électoraux

### Élections législatives
| Élection | Chef                  | Votes     | %     | Rang | Sièges    | Résultat                                                                |
| -------- | --------------------- | --------- | ----- | ---- | --------- | ----------------------------------------------------------------------- |
| 1974     | Abdul Razak Hussein   | 1 287 400 | 60,81 | 1er  | 135 / 154 | Razak II (1974-1976), Hussein I (1976-1978)                             |
| 1978     | Hussein Onn           | 1 987 907 | 57,23 | 1er  | 131 / 154 | Hussein II (1978-1981), Mahathir I (1981-1982)                          |
| 1982     | Mahathir Mohamad      | 2 522 079 | 60,54 | 1er  | 132 / 154 | Mahathir II                                                             |
| 1986     | Mahathir Mohamad      | 2 649 238 | 57,28 | 1er  | 148 / 177 | Mahathir III                                                            |
| 1990     | Mahathir Mohamad      | 2 985 392 | 53,38 | 1er  | 127 / 180 | Mahathir IV                                                             |
| 1995     | Mahathir Mohamad      | 3 881 214 | 65,16 | 1er  | 162 / 192 | Mahathir V                                                              |
| 1999     | Mahathir Mohamad      | 3 748 511 | 56,53 | 1er  | 148 / 193 | Mahathir VI (1999-2003), Abdullah I (2003-2004)                         |
| 2004     | Abdullah Ahmad Badawi | 4 420 215 | 63,85 | 1er  | 198 / 219 | Abdullah II                                                             |
| 2008     | Abdullah Ahmad Badawi | 4 082 411 | 51,39 | 1er  | 140 / 222 | Abdullah III (2008-2009), Najib I (2009-2013)                           |
| 2013     | Najib Razak           | 5 237 699 | 47,38 | 1er  | 133 / 222 | Najib II                                                                |
| 2018     | Najib Razak           | 4 080 797 | 33,80 | 2e   | 79 / 222  | Opposition (2018-2020), Muhyiddin (2020-2021), Sabri Yaakob (2021-2022) |
| 2022     | Muhyiddin Yassin      | 3 455 762 | 30,07 | 3e   | 30 / 222  | Opposition                                                              |